# Colocasia wautersi
Colocasia wautersi är en fjärilsart som beskrevs av Abel Dufrane. Colocasia wautersi ingår i släktet Colocasia och familjen Pantheidae. Inga underarter finns listade i Catalogue of Life.